# Herb gminy Racławice
Herb gminy Racławice – jeden z symboli gminy Racławice, ustanowiony 30 listopada 2005.

## Wygląd i symbolika
Herb przedstawia na tarczy koloru czerwonego czerwono-czarną rogatywkę ze srebrnym piórem, a pod nią dwie skrzyżowane złoto-srebrne kosy. Jest to nawiązanie do bitwy pod Racławicami w 1794.